# Oleg Tezijew
Oleg Dżerichanowicz Tezijew (ros.: Тезиев, Олег Джериханович) (ur. 1948) – polityk Osetii Południowej, samozwańczej republiki (de facto niepodległe państwo) wchodzącej w skład Gruzji. Pierwszy premier kraju od 28 listopada 1991 do września 1993. Bezpartyjny.